# Jane Wilde (actrice pornographique)
Ne doit pas être confondu avec Jane Wilde.
Jane Wilde (née le 23 septembre 1998) est une actrice pornographique américaine. Elle entre dans l'industrie du divertissement pour adultes en 2017.

## Biographie

### Jeunesse
Jane Wilde manifeste très tôt un intérêt marqué pour les arts. Durant son adolescence, elle s’implique activement dans le programme dramatique de son lycée et développe en parallèle une passion pour l’écriture, imaginant histoires et personnages. Elle envisage un temps d’étudier l’écriture de scénario à l’université avant de choisir une autre voie .

### Premières expériences
À l'âge adulte, Wilde débute dans le monde du webcamming, une activité qui lui permet de découvrir l'industrie du sexe. Elle évoque avoir traversé à cette période une expérience difficile, ayant été manipulée par un homme plus âgé. Bien qu'étant légalement majeure, elle estime aujourd’hui ne pas avoir eu la maturité nécessaire pour reconnaître cette manipulation. Cette épreuve marque une étape importante dans sa réflexion sur son avenir professionnel.
Après la fin de cette relation, elle hésite entre quitter l'industrie du sexe, craignant les stigmates sociaux associés, ou poursuivre en explorant de nouvelles opportunités. Elle choisit de persévérer et décide de tenter sa chance dans le cinéma pornographique de studio .

### Débuts dans l'industrie
Jane Wilde débute dans le cinéma pour adultes en janvier 2018 participant à des scènes de type « casting couch », un genre populaire dans lequel les jeunes actrices incarnent une version d'elles-mêmes découvrant le métier. Toutefois, contrairement à beaucoup de ses homologues, elle a l'opportunité de revisiter et de réécrire son propre récit d'entrée dans l'industrie de manière plus authentique . Durant ses premiers mois, Jane Wilde participe également à des shows en direct pour des plateformes comme Streamate, via le « Cherry Pimps’ WildOnCam channel ». Le 15 mars 2018, elle est annoncée pour une prestation de type boy-girl show, confirmant son engagement dans diverses formes de performance pour adultes au-delà du cinéma traditionnel. Ces expériences en camming public viennent enrichir sa compréhension de l’industrie et renforcer son lien direct avec ses fans . La même année, elle fait ses débuts chez Girlsway dans la scène « The Mommy Trap », aux côtés d'India Summer et de Chloe Foster, dans la série Mommy’s Girl. Ce tournage marque son premier rôle pour Girlsway, dans une production scénarisée autour d'un piège tendu pour démasquer une infidélité. Saluée par l'équipe pour son professionnalisme et son naturel, Wilde est immédiatement reconnue comme une future favorite des fans du studio. Cette première expérience au sein d’une production aussi reconnue vient asseoir sa crédibilité et renforcer sa visibilité dans l’industrie . Toujours pour le studio Girlsway, elle se fait remarquer dans deux projets notable : dans Case of Duplicity avec Kristen Scott et Alina Lopez, et dans la série évènement de l'année pour le studio, Fantasy Factory: Wastelands avec notamment Abigail Mac, Kenna James ou encore Georgia Jones, entre autres . Elle termine l’année en étant nommée pour l’obtention de l’award de la meilleure nouvelle starlette aux AVN Awards 2019 .

### Confirmation
L'année 2019 est jalonnée de divers succès pour Jane Wilde continuant sa collaboration avec les studios d'Adult Time en apparaissant dans différentes production comme Pure Taboo, Adult Time Studio.  Au mois de juin, Wilde est consacrée « Girl of the Month » par Girlsway, un honneur qui souligne son succès grandissant et son excellente réputation en tant que performeuse en pornographie lesbienne. Dans ses déclarations, elle exprime sa profonde reconnaissance envers Girlsway et Gamma Films pour l'avoir aidée à évoluer dans sa carrière, tout en nouant des amitiés fortes, notamment avec Chloe Cherry ,. Elle apparaît également aux côtés de Charlotte Stokely, figure importante de l’industrie, et retrouve Kristen Scott dans Kiss Me de Hank Hoffman du studio Wicked .
Parallèlement à sa progression dans le domaine du sexe lesbien scénarisé, Wilde s'illustre également dans des productions plus hardcore. Elle apparaît dans DP Girls de Chris Streams pour Evil Angel, un film mettant en scène des trios intensifs en double pénétration. Dans la première scène, elle partage l'affiche avec Prince Yahshua et Rico Strong, livrant une performance saluée pour son intensité et sa fluidité. Ce type de tournages permet à Wilde de démontrer son endurance et sa capacité à exceller dans des scènes exigeantes, consolidant son image de performeuse polyvalente. Elle est notamment en vedette dans Anal Fuck Dolls 7 pour Analized.com, un film où ses compétences en matière de sexe anal sont mises en avant. Aux côtés de Chloe Foster, Alex Grey et Daisy Stone, Wilde participe à une production décrite comme une véritable « orgie anale », mêlant étirements extrêmes, pénétrations brutales et dynamique de soumission, un registre dans lequel elle excelle et qui lui vaut une reconnaissance supplémentaire auprès des fans de performances extrêmes. 
Début 2020, pour son année 2019 productive, elle est récompensée en étant nommée pour le titre d'« interprète féminine de l'année » aux AVN Awards et aux XBIZ Awards sans toutefois remporter la récompense. Mais elle décroche les deux premières récompenses de sa carrière aux XBIZ Awards, à savoir le prix de « meilleure scène de sexe - comédie » pour le film 3 Cheers For Satan et le prix de la « meilleure scène de sexe - vignette » pour Disciples of Desire : Bad Cop - Bad City. Cette année là, Jane Wilde explore également des registres plus intimes et réalistes, comme dans la série documentaire How Women Orgasm produite par Bree Mills pour Adult Time. Ce projet met en scène cinq actrices qui se livrent sans filtre sur leur rapport au plaisir personnel à travers des interviews et des scènes de masturbation authentiques. Jane Wilde est en vedette du cinquième épisode, sorti le 1er février 2019, où elle partage son expérience intime en toute sincérité, loin des codes traditionnels du porno scénarisé ,. En février 2020, Jane Wilde est à l'honneur dans Jane's Anal Addiction, réalisé par Jonni Darkko pour Evil Angel. Ce projet met en valeur son attention particulière portée sur ses performances anales intenses et expressives, confirmant son ascension parmi les grandes stars de la catégorie,. En avril, elle participe à la série documentaire The Oral Experiment, lancée par Adult Time. Cette production explore l'intimité féminine à travers le sexe oral entre femmes, capturant des moments authentiques de plaisir. Elle apparaît également dans Love thy Neighbor, un épisode de la nouvelle série de Bellesa Films consacrée aux relations complexes et aux désirs inavoués. La mise en scène se veut intimiste, avec un accent sur la profondeur des sentiments et des tensions sexuelles,. La même année, Jane Wilde est l’une des talents américains sélectionnés pour Rocco’s Back to America, un projet événement de Rocco Siffredi produit par Adult Time. Sa participation à cette série intense et brute, sous la houlette d’une légende du X européen, représente un moment fort de son parcours professionnel . 
Elle débute l’année 2021 en remportant ses deux premiers AVN Awards lors de la 38e cérémonie des AVN Awards, à savoir : la « meilleure scène de sexe anale », partagé avec Rocco Siffredi dans Rocco's Back to America For More Adventures, ainsi que la « meilleure scène de sexe » en groupe dans Climax. Cette année là, Jane Wilde poursuit son ascension avec une série de projets marquants. Elle participe au thriller Succubus pour BurningAngel, un film d'horreur érotique réalisé par Joanna Angel, où elle mêle acting et scènes torrides dans un univers surnaturel et sombre . Chez Evil Angel, elle est à l'affiche de The Cock-Hungry Chronicles, réalisé par Chris Streams, où elle montre une nouvelle fois sa ferveur sexuelle inépuisable . Elle brille également dans Anal Size Queens, un projet de Jonni Darkko dédié aux grandes performances anales, et conclut magistralement Anal Investigation 4, toujours pour Evil Angel, avec une scène finale saluée pour son intensité . Jane est aussi présente dans Gods and Sinners, un grand retour de François Clousot chez Wicked Pictures, où le mélange de mysticisme et d'érotisme offre un cadre différent pour son talent d’interprétation . Du côté d’Adult Time, elle participe à l'épisode Bad Reputation de True Lesbian, une série qui mise sur l’authenticité et la connexion émotionnelle entre femmes . Enfin, elle fait sensation dans Catered Affair pour Transfixed.com (Adult Time), un projet haut de gamme qui explore des rencontres sensuelles entre femmes cis et trans, mettant en valeur diversité et élégance dans ses performances . 
En 2022, Jane Wilde continue d’enchaîner les succès. Elle décroche à nouveau un AVN Award lors de la 39e cérémonie des AVN Awards dans la catégorie « meilleure scène d'un gruope trans » dans TS Playground 27 de TransSensual, marquant une reconnaissance importante pour sa performance dans un projet mettant en avant la diversité et l’inclusivité . Sur le plan des récompenses, Jane reçoit trois nominations aux XRCO Awards, saluant son travail dans différentes catégories . Elle est également nommée à deux catégories aux NightMoves Awards, consolidant davantage sa réputation . Côté projets, Jane participe à plusieurs productions notables. Elle apparaît dans Teen Sneaks, une nouvelle série d'Adult Time centrée sur des intrigues audacieuses et sur l'exploration des désirs à la jeunesse furtive . Elle partage aussi l’affiche avec Kenna James dans une scène intitulée Kindred Spirits toujours pour Adult Time . Enfin, elle tient un rôle dans Double 2nd Chance pour la série Modern-Day Sins d’Adult Time, où elle explore des thématiques modernes autour des relations amoureuses et des ex-partenaires . 
En 2023, Jane Wilde remporte le XBIZ Award de la « meilleure actrice dans un rôle principal » et surtout, son premier prix d’interprète féminine de l’année aux XRCO Awards . Cette année là elle a continué de démontrer sa polyvalence et sa présence à travers plusieurs projets notables. Dans le film Watch de Delphine Films, réalisé par Bloomer Yang, Jane Wilde incarne une cliente féminine engageant une nouvelle escort, interprétée par Lilly Bell. Le scénario explore des dynamiques de pouvoir et de voyeurisme, avec une performance saluée pour son intensité émotionnelle et la chimie entre les actrices . Par ailleurs, Jane Wilde figure dans Super Cute 18, la dernière édition de la série primée de Hard X, dirigée par Mason. Aux côtés de Layla Jenner, Jill Kassidy et Ryan Reid, elle offre une performance mettant en avant la fraîcheur et l'énergie caractéristiques de la série. Le film, tourné en Ultra HD, inclut également des bonus tels que des coulisses et un diaporama photo . 
Elle remporte le prix de la « meilleure scène de sexe à trois » lors de la 41e cérémonie des AVN Awards pour le film Three V3 . En août 2024, Jane Wilde a pris part à un projet plus atypique avec Doc Johnson, l’un des principaux fabricants de sextoys. Elle fait partie des seize modèles ayant prêté leur corps pour le moulage de nouveaux masturbateurs réalistes des gammes Main Squeeze et Signature Strokers. Ces modèles personnalisés sont conçus pour offrir des sensations distinctes et une expérience haut de gamme aux fans. Le directeur des opérations Chad Braverman a souligné que chacune de ces femmes, dont Jane Wilde, excelle dans l’industrie, justifiant ainsi leur participation à cette gamme attendue . 
Dernièrement, elle remporte une nouvelle récompense aux XBIZ Awards 2025, à savoir la meilleure scène de sexe lesbien pour le film Come Out to Play: An All-Girls Warriors Parody . 

### Projets créatifs et écriture
Outre son activité d'actrice, Wilde cultive son goût pour l’écriture. En 2018, elle écrit Cutting the Cord: A Jane Wilde Story, un court-métrage produit par Pure Taboo, inspiré de ses propres expériences. Elle travaille également sur un projet autobiographique en cours de développement, relatant son entrée dans l'industrie du porno. À travers ce récit, elle souhaite offrir une vision positive du parcours dans l'industrie pour adultes, loin des clichés négatifs souvent véhiculés. Elle exprime également le souhait, à terme, de produire et d'écrire son propre long-métrage, tout en reconnaissant que ce projet nécessitera une préparation importante .

#### ProjetStars
En 2022, Jane Wilde signe avec Stars une œuvre intime et autobiographique, développée en collaboration avec Bree Mills pour Adult Time. Dans ce film dramatique, Jane incarne Julia, un alter ego fictionnalisé qui reflète sa propre entrée dans l'industrie pornographique, marquée par une relation toxique avec un suitcase pimp manipulateur nommé Kevin, interprété par Seth Gamble.
Le personnage de Kevin, à la fois effrayant et charismatique, s'inspire directement d’un recruteur réel que Jane a connu. Le réalisme troublant de l’interprétation de Gamble a marqué l’équipe du film. Il est même allé jusqu'à adopter, sans indication, la même pilosité faciale que le véritable homme. Gamble confie d’ailleurs s’être inspiré de multiples figures manipulatrices rencontrées dans sa vie et dans l’industrie. Le projet est né d'un besoin personnel de Jane Wilde : Stars n'a pas été conçu pour flatter son image ni plaire au public, mais comme un exutoire et une forme de témoignage. « Ce n’est pas un message d’alerte », explique-t-elle, « juste mon histoire, racontée avec honnêteté. » Bree Mills, qui l'a soutenue depuis ses débuts, a immédiatement adhéré au projet. Elle souligne que ce récit, bien que personnel, résonne avec ceux d’autres actrices, y compris sa propre partenaire Sara Luvv. Pour elle, Stars donne une voix aux travailleuses du sexe, trop souvent racontées par d’autres.
Fidèle à cet esprit de co-création, Mills a finalement nommé Jane Wilde co-réalisatrice du film à la fin du tournage. Elle salue son implication et affirme que ce projet illustre le talent présent au sein même de l’industrie lorsqu’on lui offre les bons outils ,.

## Distinctions

### AVN Awards
- 2021 : Meilleure scène de sexe anal, meilleure scène de sexe en groupe
- 2022 : Meilleure scène de sexe en groupe trans
- 2024 : Meilleure scène de sexe en trio

### XBIZ Awards
- 2020 : Meilleure scène de sexe - comédie, meilleure scène de sexe - vignette
- 2021 : Meilleure scène de sexe dans un gonzo
- 2023 : Meilleure actrice principale
- 2025 : Meilleure scène de sexe lesbien

### XRCO Awards
- 2023 : Interprète féminine de l'année